# 罗伯特·莫里
罗伯特·莫里（英語：Robert Morey，1936年8月23日—2019年1月18日），美国男子赛艇运动员。他曾代表美国参加1956年夏季奥林匹克运动会赛艇比赛，获得男子八人单桨有舵手金牌。